# Scènes de l'histoire d'Esther
Les Scènes de l'histoire d'Esther sont un ensemble de six panneaux consacrés à l'histoire d'Esther qui constituait autrefois la décoration des faces avant et latérales d'une paire de cassoni, des coffres de mariage, peints dans les années 1470 à Florence. Ces panneaux sont attribués à Sandro Botticelli et à Filippino Lippi. Ils sont aujourd'hui dispersés dans cinq musées en Europe et au Canada.

## Historique

### Commande
Ces panneaux constituaient les faces avant et latérales de deux cassoni, c'est-à-dire des coffres offerts généralement à l'occasion d'un mariage par l'époux à son épouse pour que celle-ci puisse y ranger sa dot dans la chambre nuptiale. Plusieurs hypothèses ont été émises sur leur origine sans qu'aucune ne fasse l'unanimité. L'une d'entre y a vu une commande d'une famille juive florentine. Cependant, si cette histoire est tirée du Targoum, l'histoire d'Esther est aussi très bien connue dans les milieux chrétiens, par les livres de Flavius Josèphe par exemple. D'autres cassoni de cette époque représentent aussi cette histoire. Une autre hypothèse y voit une commande à l'occasion d'un mariage au sein de la famille Torrigiani, peut-être entre Antonio Torrigiani et Dianora di Nicolo Tucci, dont les descendants ont vendu les panneaux au XIXe siècle. Cependant cette famille n'atteignait pas un rang très élevé au XVe siècle à Florence. Par contre, une famille alliée, les Del Nero, assume des fonctions très importantes dans la ville à cette époque, et notamment Bernardo del Nero, qui est connu comme commanditaire d'œuvre encore conservées.

### Attributions et datation
L'ensemble des six panneaux est attribué généralement à Filippino Lippi, pendant la période où il travaille à l'atelier de Sandro Botticelli, à partir de 1472. Ils sont généralement datés vers 1475. Cependant, dès l'époque de Herbert Horne, les historiens de l'art ont longtemps hésité pour savoir si le maître avait participé à la réalisation de ces œuvres et dans quelle proportion. Pour certains, il est à l'origine de la composition et Lippi a réalisé les détails. Pour d'autres, les deux hommes ont plus ou moins travaillé sur les cassoni en fonction des panneaux.
Une analyse scientifique des panneaux a permis de préciser ces attributions. L'observation de la radiographie et de la réflectographie infrarouge permettent de repérer le dessin sous-jacent. Au moins deux mains différentes se distinguent ainsi dans les grands panneaux centraux, et peut-être une troisième. Sur les petits panneaux latéraux, on y observe qu'une seule main mais elle est différente à chaque fois. Les deux panneaux représentant Mardochée semblent être de la même main. Il pourrait s'agir de celle de Botticelli. Le panneau représentant l'arrivée d'Esther pourrait être de la seule main de Filippino Lippi. Le panneau représentant Vashti répudiée pourrait être d'une troisième main, celle d'un assistant anonyme. Toujours selon cette analyse, Botticelli est à l'origine de la composition et des grands traits des panneaux de face et ses assistants auraient complété les détails, corrigés par le maître.

### Propriétaires
La date à laquelle les panneaux des deux coffres sont détachés est inconnue. Leur trace se retrouvent au XIXe siècle : le panneau aujourd'hui conservé à Rome est le premier à être séparé des cinq autres : il est vendu en 1816 par une famille du nom d'Amigoni ou Amigoli à la famille romaine Rospigliosi. Il est alors attribué à Masaccio et il faut attendre 1930 pour qu'il soit rapproché des cinq autres. Il est toujours conservé au sein de cette collection dans leur palais romain. Les autres sont encore conservés au Palais Torrigiani Del Nero à Florence au milieu du XIXe siècle. Jacob Burckhardt les évoque dans son ouvrage, Le Cicérone, paru en 1855. Le panneau de Chantilly est acquis en 1877 au marquis Pietro Guadagni-Torregiani par Georges Leclanché qui l'apporte en France. Ce dernier le cède au duc d'Aumale en mai 1892. La collection de ce dernier est donnée à l'Institut de France qui ouvre le musée Condé dans son château de Chantilly en 1897. Le tableau est conservé dans la salle du Santuario du musée. En 1896, le même marquis vend les deux panneaux aujourd'hui conservés à Ottawa. Le panneau du Louvre est vendu à une date inconnue à Léopold Goldschmidt (1830-1904). Il passe ensuite en possession de son gendre, Ange André Pastré (1856-1926) puis de la fille de ce dernier, Diane Pastré, comtesse de Vogüé (1888-1971). Il est acquis par l'État à la suite d'une dation en 1972. Le dernier panneau est vendu par le frère de Pietro, Filippo, au collectionneur d'art britannique Herbert Horne. Les collections de ce dernier sont toujours conservées dans son hôtel particulier, devenu un musée.

## Description
Cet ensemble formait autrefois deux paires de coffres en bois qui étaient décorés des panneaux encore conservés sur le devant et les côtés.

Premier cassone
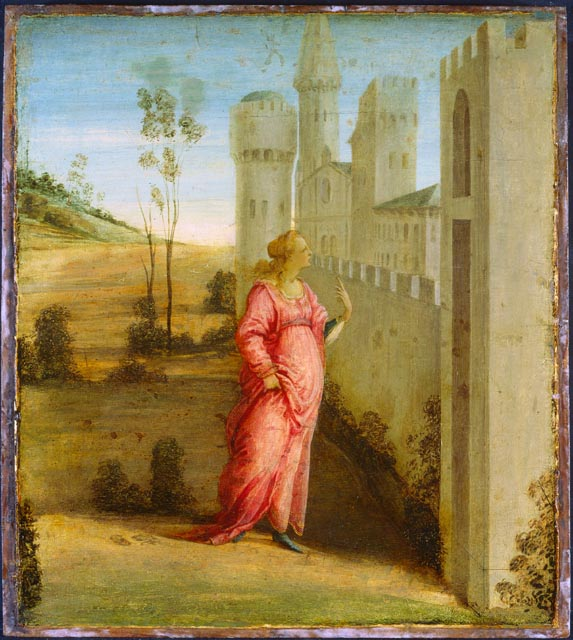
Esther aux portes du palais
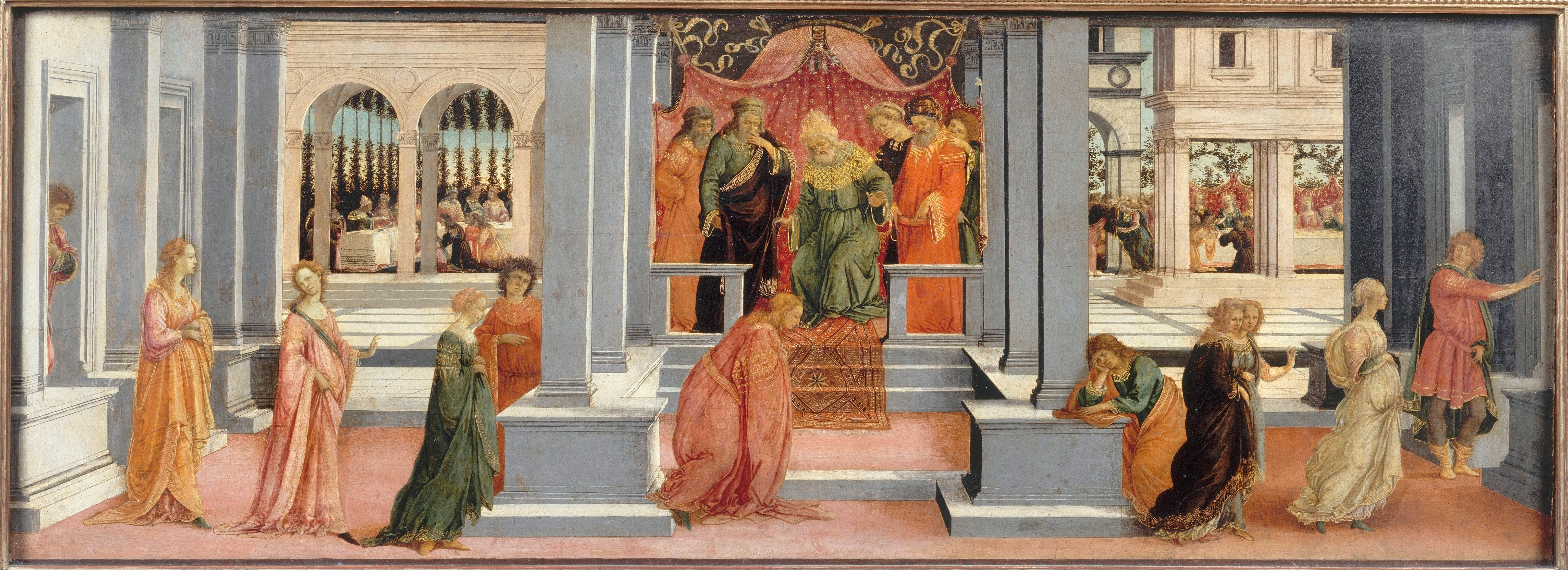
Esther choisie par Assuérus
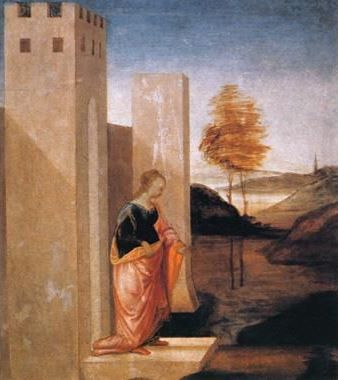
La reine Vashti quitte le palais royal

- Esther aux portes du palais, 48,4 × 43,2 cm, musée des beaux-arts du Canada, Ottawa, Inv.6085[6]
- Esther choisie par Assuérus, 47 × 131 cm, musée Condé, Chantilly, PE 19
- La reine Vashti quitte le palais royal, 48,5 × 43,2, Musée Horne, Florence, inv.41[7]

Second cassone
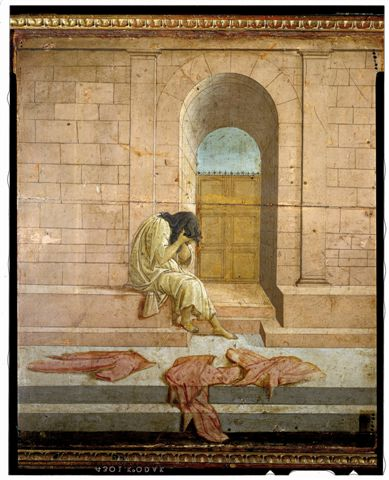
Mardochée en pleurs
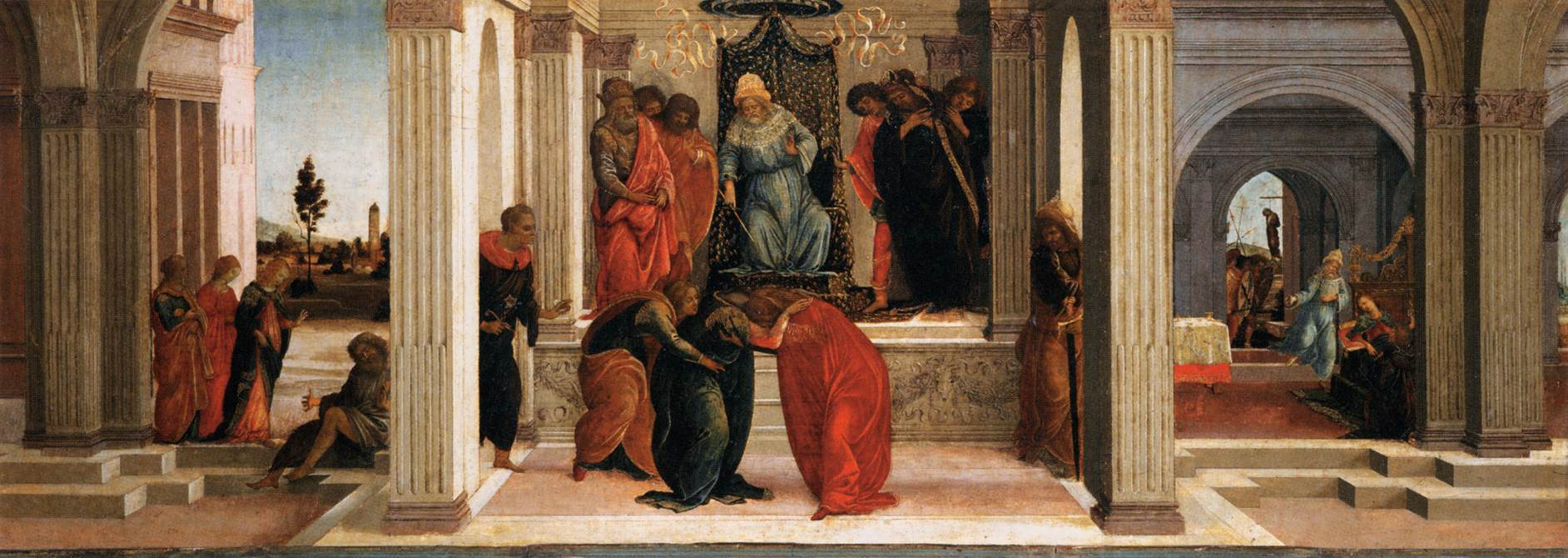
Mardochée se lamentant ; L'Évanouissement d'Esther en présence d'Assuérus ; Aman implore en vain sa grâce
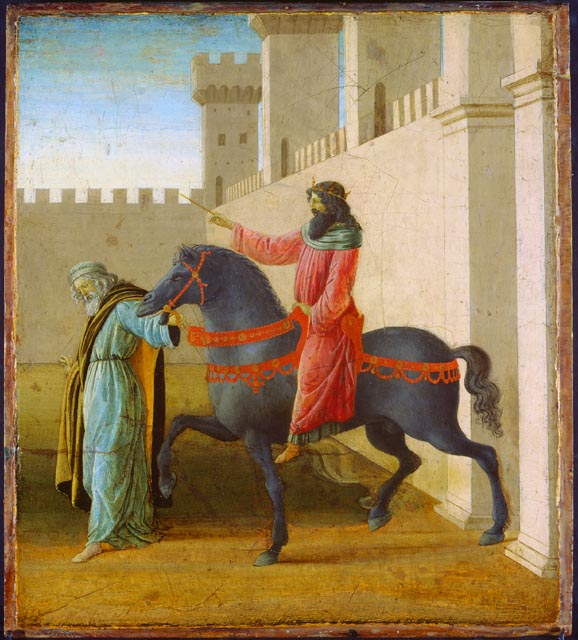
Le Triomphe de Mardochée

- Mardochée en pleurs ou La Derelitta, 47 × 43 cm, Palais Pallavicini Rospigliosi, Rome, inv.271
- Trois scènes de l'histoire d'Esther : Mardochée se lamentant ; L'Évanouissement d'Esther en présence d'Assuérus ; Aman implore en vain sa grâce, 48 × 132 cm, musée du Louvre, Paris, inv.RF1972-13[8]
- Le Triomphe de Mardochée, 48,3 × 43,2 cm, musée des beaux-arts du Canada, inv.6086[9]

## Analyse

### L'histoire d'Esther
Deux sources sont à l'origine de ce cycle iconographique : le livre d'Esther ainsi qu'une pièce de théâtre du XVe siècle, Rappresentazione della regina Ester. Mais ces deux sources sont modifiées pour se plier au cadre de l'œuvre. Le premier cassone fait preuve d'une grande symétrie : le panneau central représente le défilé des plus belles jeunes filles de Suse, choisies par l'eunuque Hégé pour son roi Assuérus (généralement identifié à Xerxès Ier). Le roi choisit au même moment, au centre du panneau, la jeune juive Esther, fille adoptive de Mardochée. Deux banquets sont représentés à l'arrière-plan : à gauche, Assuérus mange avec les princes de Médie et de Perse. À droite, Vashti, la première femme d'Assuérus, refuse de rejoindre son mari à l'appel de ses émissaires et organise son propre banquet. Elle est alors répudiée et se voit retirer sa couronne par l'un des émissaires. Les panneaux latéraux reprennent la même symétrie avec, à gauche, l'arrivée d'Esther au palais ou dans la ville de Suse, et à droite, le départ de Vashti. Le parallélisme des deux festins est une reprise du récit biblique et l'anecdote de la couronne est empruntée au texte dramatique. À l'inverse, alors que dans la Bible, Assuérus passe une nuit avec chaque prétendante, ici, le récit est transposé dans un simple défilé des jeunes femmes devant le roi. Le tout est totalement structuré par l'architecture : chaque scène est cloisonnée par les arcades et les piliers tandis que la disposition des personnages est organisée en fonction du pavage.
Les mêmes transpositions visuelles du récit biblique apparaissent dans le second cassone. Sur le panneau central du Louvre, dans sa partie gauche, Esther se déplace avec des servantes pour aller voir son mari et lui annoncer sa véritable identité, tandis que dans le texte biblique, l'annonce se fait par un messager. Devant elle, se trouve son père, Mardochée, qui se morfond, assis contre un pilier. Au centre, le roi pardonne à Esther au moment même où elle s'évanouit. À droite, les scènes se succèdent rapidement, toujours dans un cadre architectural fort, la rapidité étant évoquée par leur cadre étroit. Au premier plan, le vizir Haman, agenouillé, demande pardon à Esther dans sa chambre. Au même moment, Assuérus apparait dans la chambre et se méprend sur lui et le condamne à la pendaison, représentée à l'arrière-plan. Les panneaux latéraux se répondent là-encore, entre la reprise de la scène de Mardochée se morfondant à gauche, et son triomphe à droite. Cette succession de plans rapides dans de petits espaces temporaires, organisés au sein d'une architecture globale font écho à la mise en scène du théâtre religieux contemporain du panneau.

### Une métaphore moralisante du mariage
Les panneaux sont parfaitement adaptés à leur rôle premier : décorer un coffre destinée à une jeune mariée. Leur composition et perspective est calculée en contre-plongée, qui est le point de vue le plus courant sur ces objets une fois placés dans la chambre. Les thèmes évoqués sont à la fois une mise en garde contre l'orgueil de la femme (le sort de Vashti) et la glorification de la fidélité familiale et conjugale, sur le second cassone. Les vêtements des personnages sont particulièrement détaillés, les coffres étant destinés à contenir ces étoffes.